# Matías Lequi
Matías Emanuel Lequi (Rosario, Argentina, 13 de mayo de 1981) es un exfutbolista y entrenador argentino. Actualmente se encuentra sin club.

## Trayectoria

### Como jugador
Nacido en Rosario, Lequi comenzó su carrera en Rosario Central para luego ser fichado por River Plate, donde ganó dos títulos consecutivos del Clausura. En 2003 se unió al Atlético de Madrid,haciendo su debut en La Liga el 31 de agosto en una derrota fuera de casa por 1-0 contra el Sevillay solo se perdió cuatro partidos durante la temporada, ya que los Colchoneros finalmente terminaron séptimos y se clasificaron para la Copa Intertoto de la UEFA.
Posteriormente, Lequi firmó con la Lazio de Italia, donde apenas tuvo rodaje en su única temporada.Para la temporada 2005-06 regresó a España, siendo cedido al Celta de Vigo.Tras extensas negociaciones, el acuerdo con el club se hizo permanente a finales de mayo de 2006, donde firmó un contrato por cuatro años.No obstante, fue puesto en libertad en agosto de 2008.
En la ventana de transferencias del verano de 2009, se mudó al equipo griego Iraklis.El 19 de enero de 2011, regresó a España y firmó un contrato de cinco meses con Las Palmas de Segunda División.A pesar de haber renovado su contrato, en julio del mismo año regresó a Rosario Central.Luego de permanecer una temporada, se marchó a All Boys como agente libre.
Luego de no haber renovado con el club porteño, se marchó al Sportivo Luqueño en donde fue capitán y referente del equipo toda la temporada.Sin embargo, el club no tuvo intenciones de renovarle el contrato a pesar de que el técnico lo tenía como indispensable para la nueva temporada del fútbol paraguayo.
En julio de 2014, fue anunciado como jugador de Aldosivi.En un principio tuvo participaciones regulares, pero en pocos partidos se recuperó y supo demostrar su experiencia y su entereza dentro del campo para colaborar con el primer ascenso del club a la Primera División.En enero de 2016, fichó por Sarmiento de Junín donde permaneció hasta finales de año.

### Como entrenador
Luego de dirigir en las divisiones inferiores de Rosario Central, en enero de 2024 fue puesto al frente de la Reserva.El 2 de agosto, asumió como entrenador interino del primer equipo luego de la salida de Miguel Ángel Russo.Tres semanas más tarde, fue ratificado en su cargo.Sin embargo, el 6 de noviembre fue reemplazado por Ariel Holan.

## Estadísticas

### Como jugador
| Club                        | Temporada             | Liga        | Liga  | Copa        | Copa  | Internacional | Internacional | Total       | Total | Total |
| Club                        | Temporada             | Apariciones | Goles | Apariciones | Goles | Apariciones   | Goles         | Apariciones | Goles |       |
| --------------------------- | --------------------- | ----------- | ----- | ----------- | ----- | ------------- | ------------- | ----------- | ----- | ----- |
| Rosario Central Argentina   | 1999-00               | 1           | 0     | -           | -     | -             | -             | 1           | 0     |       |
| Rosario Central Argentina   | 2000-01               | 21          | 1     | -           | -     | 13            | 0             | 34          | 1     |       |
| Rosario Central Argentina   | 2011-12               | 33          | 2     | 2           | 0     | -             | -             | 35          | 2     |       |
| Total Rosario Central       | Total Rosario Central | 55          | 3     | 2           | 0     | 13            | 0             | 70          | 3     |       |
| River Plate Argentina       | 2001-02               | 19          | 0     | -           | -     | 6             | 1             | 25          | 1     |       |
| River Plate Argentina       | 2002-03               | 20          | 1     | -           | -     | 7             | 1             | 27          | 2     |       |
| Total River Plate           | Total River Plate     | 39          | 1     | -           | -     | 13            | 2             | 52          | 3     |       |
| Atlético de Madrid · España | 2003-04               | 34          | 2     | 6           | 0     | -             | -             | 40          | 2     |       |
| Lazio · Italia              | 2004-05               | 6           | 0     | 1           | 0     | -             | -             | 7           | 0     |       |
| Lazio · Italia              | 2005-06               | -           | -     | -           | -     | 3             | 0             | 3           | 0     |       |
| Total Lazio                 | Total Lazio           | 6           | 0     | 1           | 0     | 3             | 0             | 10          | 0     |       |
| Celta de Vigo · España      | 2005-06               | 29          | 2     | 4           | 0     | -             | -             | 33          | 2     |       |
| Celta de Vigo · España      | 2006-07               | 26          | 1     | 2           | 0     | 8             | 0             | 36          | 1     |       |
| Celta de Vigo · España      | 2007-08               | 26          | 2     | -           | -     | -             | -             | 26          | 2     |       |
| Total Celta de Vigo         | Total Celta de Vigo   | 81          | 5     | 6           | 0     | 8             | 0             | 95          | 5     |       |
| Iraklis · Grecia            | 2009-10               | 14          | 0     | -           | -     | -             | -             | 14          | 0     |       |
| UD Las Palmas · España      | 2010-11               | 17          | 0     | -           | -     | -             | -             | 17          | 0     |       |
| All Boys Argentina          | 2012-13               | 14          | 0     | 2           | 1     | -             | -             | 16          | 1     |       |
| Sportivo Luqueño Paraguay   | 2014                  | 21          | 8     | -           | -     | -             | -             | 21          | 8     |       |
| Aldosivi Argentina          | 2014                  | 10          | 3     | -           | -     | -             | -             | 10          | 3     |       |
| Aldosivi Argentina          | 2015                  | 26          | 1     | 1           | 0     | -             |               | 27          | 1     |       |
| Total Aldosivi              | Total Aldosivi        | 36          | 4     |             |       |               |               | 37          | 4     |       |
| Sarmiento Argentina         | 2016                  | 9           | 0     | 1           | 0     |               |               | 10          | 0     |       |
| Total en su carrera         | Total en su carrera   | 327         | 21    | 17          | 1     | 37            | 2             | 382         | 26    |       |

### Como entrenador
| Equipo                    | Div.  | Temporada | Liga | Liga | Liga | Liga | Liga |    | Copa | Copa | Copa | Copa |   | Internacional | Internacional | Internacional | Internacional | Internacional |   | Otros | Otros | Otros | Otros |   | Totales | Totales     | Totales | Totales | Totales | Totales | Totales | Totales | Totales |
| Equipo                    | Div.  | Temporada | PD   | G    | E    | P    | Pos. | PD | G    | E    | P    | PD   | G | E             | P             | Pos.          | PD            | G             | E | P     | PD    | G     | E     | P | Ptos.   | Rendimiento | GF      | GC      | Dif.    |         |         |         |         |
| ------------------------- | ----- | --------- | ---- | ---- | ---- | ---- | ---- | -- | ---- | ---- | ---- | ---- | - | ------------- | ------------- | ------------- | ------------- | ------------- | - | ----- | ----- | ----- | ----- | - | ------- | ----------- | ------- | ------- | ------- | ------- | ------- | ------- | ------- |
| Rosario Central Argentina | 1.ª   | 2024      | 14   | 4    | 4    | 6    | Inc. | -  | -    | -    | -    | 2    | 0 | 1             | 1             | 1/8           | -             | -             | - | -     | 16    | 4     | 5     | 7 | 17/48   | 35.42%      | 14      | 16      | -2      |         |         |         |         |
| Rosario Central Argentina | Total | Total     | 14   | 4    | 4    | 6    | -    | -  | -    | -    | -    | 2    | 0 | 1             | 1             | -             | -             | -             | - | -     | 16    | 4     | 5     | 7 | 17/48   | 35.42%      | 14      | 16      | -2      |         |         |         |         |
| 1.                        |       |           |      |      |      |      |      |    |      |      |      |      |   |               |               |               |               |               |   |       |       |       |       |   |         |             |         |         |         |         |         |         |         |

#### Resumen por competencia
| Torneo                        | PD | G | E | P | GF | GC | Dif. | Rendimiento | Mejor resultado  |
| ----------------------------- | -- | - | - | - | -- | -- | ---- | ----------- | ---------------- |
| Primera División de Argentina | 14 | 4 | 4 | 6 | 12 | 12 | +0   | 38.09%      | 20.º lugar       |
| Copa Sudamericana             | 2  | 0 | 1 | 1 | 2  | 4  | -2   | 16.67%      | Octavos de final |
| TOTAL                         | 16 | 4 | 5 | 7 | 14 | 16 | -2   | 35.42%      | Sin títulos      |

### Como entrenador de divisiones inferiores
Datos actualizados al último partido dirigido el 31 de julio de 2024.
| Equipo                              | Torneo        | Estadísticas | Estadísticas | Estadísticas | Estadísticas | Estadísticas | Estadísticas | Estadísticas | Estadísticas | Estadísticas |
| Equipo                              | Torneo        | PJ           | G            | E            | P            | GF           | GC           | DG           | Efectividad  | Puntos       |
| ----------------------------------- | ------------- | ------------ | ------------ | ------------ | ------------ | ------------ | ------------ | ------------ | ------------ | ------------ |
| Rosario Central (reserva) Argentina |               |              |              |              |              |              |              |              |              |              |
| Copa Proyección 2024                | 15            | 7            | 4            | 4            | 27           | 12           | +15          | 55.56%       | 25           |              |
| Copa Proyección Final 2024          | 2             | 2            | 0            | 0            | 4            | 1            | +3           | 100%         | 6            |              |
| Total                               | Total         | 17           | 9            | 4            | 4            | 31           | 13           | +18          | 60.78%       | 31           |
| Rosario Central sub-20 Argentina    |               |              |              |              |              |              |              |              |              |              |
| Copa Libertadores Sub-20 2024       | 5             | 3            | 0            | 2            | 7            | 6            | +1           | 60%          | 9            |              |
| Total                               | Total         | 5            | 3            | 0            | 2            | 7            | 6            | +1           | 60%          | 9            |
| Rosario Central Argentina           |               |              |              |              |              |              |              |              |              |              |
| Copa Santa Fe 2024                  | 1             | 0            | 1            | 0            | 0            | 0            | 0            | 33.33%       | 1            |              |
| Total                               | Total         | 1            | 0            | 1            | 0            | 0            | 0            | 0            | 33.33%       | 1            |
| Total Carrera                       | Total Carrera | 23           | 12           | 5            | 6            | 38           | 19           | +19          | 59.42%       | 41           |

## Palmarés

### Como jugador

#### Campeonatos nacionales
| Título           | Club        | País      | Año    |
| ---------------- | ----------- | --------- | ------ |
| Primera División | River Plate | Argentina | C-2002 |
| Primera División | River Plate | Argentina | C-2003 |

#### Distinciónes individuales
| Distinción                                        |
| ------------------------------------------------- |
| Mejor defensa del Torneo Apertura 2014 (Paraguay) |